# Lee Eun-byul
Lee Eun-byul (kor. 이은별; * 2. Oktober 1991) ist eine ehemalige südkoreanische Shorttrackerin.

## Werdegang
Lee hatte ihre ersten internationalen Erfolge bei den Juniorenweltmeisterschaften 2008 in Bozen. Dort holte sie fünfmal Silber und einmal Gold. Im folgenden Jahr gewann sie bei den Juniorenweltmeisterschaften in Sherbrooke die Bronzemedaille mit der Staffel, jeweils die Silbermedaille über 500 m, 1000 m, 1500 m und im Mehrkampf und die Goldmedaille im 1500-m-Superfinale. Ihr Debüt im Shorttrack-Weltcup hatte sie zu Beginn der Saison 2009/10 in Peking. Dabei errang sie über 1000 m und 1500 m jeweils den zweiten Platz und holte mit der Staffel ihren ersten Weltcupsieg. Es folgte in Seoul ein Sieg über 1500 m und in Marquette der dritte Platz über 1500 m und der zweite Rang mit der Staffel. Beim Saisonhöhepunkt den Olympischen Winterspielen 2010 in Vancouver gewann sie die Silbermedaille über 1500 m. Im März 2010 holte sie bei den Weltmeisterschaften in Sofia die Silbermedaille über 1500 m und die Goldmedaille mit der Staffel. Zudem erreichte sie den dritten Platz im 3000-m-Superfinale. Bei den Teamweltmeisterschaften 2010 in Bormio gewann sie die Goldmedaille. Die Saison beendete sie auf dem vierten Platz im Weltcup über 1000 m und auf dem zweiten Rang im Weltcup über 1500 m. Im folgenden Jahr gewann bei der Winter-Universiade in Erzurum zwei Gold- und eine Bronzemedaille. In der Saison 2011/12 kam sie im Weltcup viermal auf den zweiten und einmal auf den dritten Platz. Zudem siegte sie in Moskau über 1500 m und erreichte abschließend den zweiten Platz in der Weltcupwertung über 1500 m. Beim Saisonhöhepunkt den Shorttrack-Weltmeisterschaften 2012 in Shanghai gewann sie die Bronzemedaille mit der Staffel. Bei der Winter-Universiade 2013 in Trentino holte sie eine Gold- und eine Silbermedaille.
In der Saison 2014/15 triumphierte Lee im Weltcup in Montreal und in Shanghai mit der Staffel und errang zudem in Seoul den dritten Platz über 3000 m und den zweiten Platz mit der Staffel. Bei der Winter-Universiade 2015 in Granada holte sie über 1000 m, 1500 m und mit der Staffel jeweils die Silbermedaille. Zu Beginn der Saison 2015/16 siegte sie beim Weltcup in Montreal mit der Staffel. Bei den Weltmeisterschaften 2016 in Seoul gewann sie die Goldmedaille mit der Staffel. Im Februar 2017 wurde sie beim Weltcup in Minsk Dritte mit der Staffel.

## Weltcupsiege
| Nr. | Datum              | Ort    | Disziplin |
| --- | ------------------ | ------ | --------- |
| 1.  | 27. September 2009 | Seoul  | 1500 m    |
| 2.  | 5. Februar 2012    | Moskau | 1500 m    |

| Nr. | Datum              | Ort        |
| --- | ------------------ | ---------- |
| 1.  | 20. September 2009 | Peking 1   |
| 2.  | 16. November 2014  | Montreal 2 |
| 3.  | 14. Dezember 2014  | Shanghai 3 |
| 4.  | 1. November 2015   | Montreal 4 |

## Persönliche Bestzeiten
- 500 m 44,000 s (aufgestellt am 13. Februar 2010 in Vancouver)
- 1000 m 1:30,412 min (aufgestellt am 9. November 2014 in Salt Lake City)
- 1500 m 2:17,849 min (aufgestellt am 20. Februar 2010 in Vancouver)
- 3000 m 5:04,262 min (aufgestellt am 21. März 2010 in Sofia)